# 施特·梅拿杜域
施特·梅拿杜域（Sead Muratović，1979年2月6日—），生于南斯拉夫，塞爾維亞职业足球运动员，现效力于新加坡職業足球联赛球会淡濱尼流浪队，他曾與米高·奧雲在一場U18比賽中較量。